# 七井村
七井村（なないむら）は栃木県芳賀郡に属していた村である。

## 地理
現在の益子町の北部に位置する。
- 山岳：芳賀富士
- 河川：小貝川、小宅川、大羽川

## 歴史

### 村域の変遷
- 1889年（明治22年）4月1日 - 町村制施行により、七井村、北中村、小宅村、芦沼村、大平村、大沢村が合併し芳賀郡七井村が成立する。
- 1954年（昭和29年）6月1日 - 益子町、田野村とともに合併し益子町が発足。七井村は消滅。

変遷表
| 1868年 以前 | 1868年 以前 | 明治12年 | 明治22年 4月1日 | 昭和29年 8月1日 | 現在   |
| ----------- | ----------- | -------- | --------------- | --------------- | ------ |
|             | 七井村      | 七井村   | 七井村          | 益子町          | 益子町 |
|             | 大沢村      |          | 七井村          | 益子町          | 益子町 |
|             | 小宅村      |          | 七井村          | 益子町          | 益子町 |
|             | 芦沼村      |          | 七井村          | 益子町          | 益子町 |
|             | 中村        | 北中村   | 七井村          | 益子町          | 益子町 |
|             | 大平村      |          | 七井村          | 益子町          | 益子町 |

## 大字
- 七井（なない）
- 大沢（おおさわ）
- 小宅（おやけ）
- 芦沼（あしぬま）
- 北中（きたなか）
- 大平（おおひら）

## 人口・世帯

### 人口
総数 [単位： 人]
| 1889年（明治22年） | 3,695 |
| 1891年（明治24年） | 3,863 |
| 1920年（大正 9年） | 4,930 |
| 1935年（昭和10年） | 5,140 |
| 1950年（昭和25年） | 7,083 |

### 世帯
総数 [単位： 世帯]
| 1920年（大正 9年） | 1,357 |
| 1935年（昭和10年） | 976   |
| 1950年（昭和25年） | 1,231 |

## 交通

### 鉄道
- 日本国有鉄道（ → 東日本旅客鉄道 → 真岡鐵道）
  - ■真岡線
    - 七井駅